# Toulon-sur-Arroux
Toulon-sur-Arroux är en kommun i departementet Saône-et-Loire i regionen Bourgogne-Franche-Comté i östra Frankrike. Kommunen ligger i kantonen Toulon-sur-Arroux som tillhör arrondissementet Charolles. År 2022 hade Toulon-sur-Arroux 1 447 invånare.

## Befolkningsutveckling
Antalet invånare i kommunen Toulon-sur-Arroux
| Referens: INSEE |